# 遠望峰山
遠望峰山（とぼねやま）は、愛知県額田郡幸田町・蒲郡市境に位置する標高439mの山である。

## 概要
中粒雲母片麻岩（領家変成岩類の一種）により構成される。古くは「十方峰山」との表記もあったという。
山頂近くにホテル「天の丸」が建っており、岡崎平野や豊橋平野はもとより、遠く名古屋市内の高層建築物（ミッドランドスクエア等）から山頂近くのホテルの建物を見ることが出来る。